# Kelapa Dua (Pulau Rimau)
Kelapa Dua is een bestuurslaag in het regentschap Banyuasin van de provincie Zuid-Sumatra, Indonesië. Kelapa Dua telt 1782 inwoners (volkstelling 2010).